# Chazor Aschdod
Chazor Aschdod (hebräisch חָצוֹר אַשְׁדּוֹד Chazōr Aschdōd) ist ein Kibbuz im Südbezirk Israels, liegt aber in Nord-Süd-Richtung recht zentral und etwa auf halbem Weg zwischen den Städten Aschdod und Kirjat Mal’achi; die Entfernung zum Mittelmeer beträgt in der Luftlinie etwa zehn Kilometer.
Der Kibbuz wurde nach einem biblischen Ort im Stammesgebiet Juda benannt (Josua 15,23). Der Ort wurde Chazor Aschdod genannt, um ihn vom obergaliläischen, 1953 gegründeten Chazor haGlilit zu unterscheiden, das nach Chazor im Stammesgebiet Naftali (Josua 19,36) benannt wurde.

## Geschichte

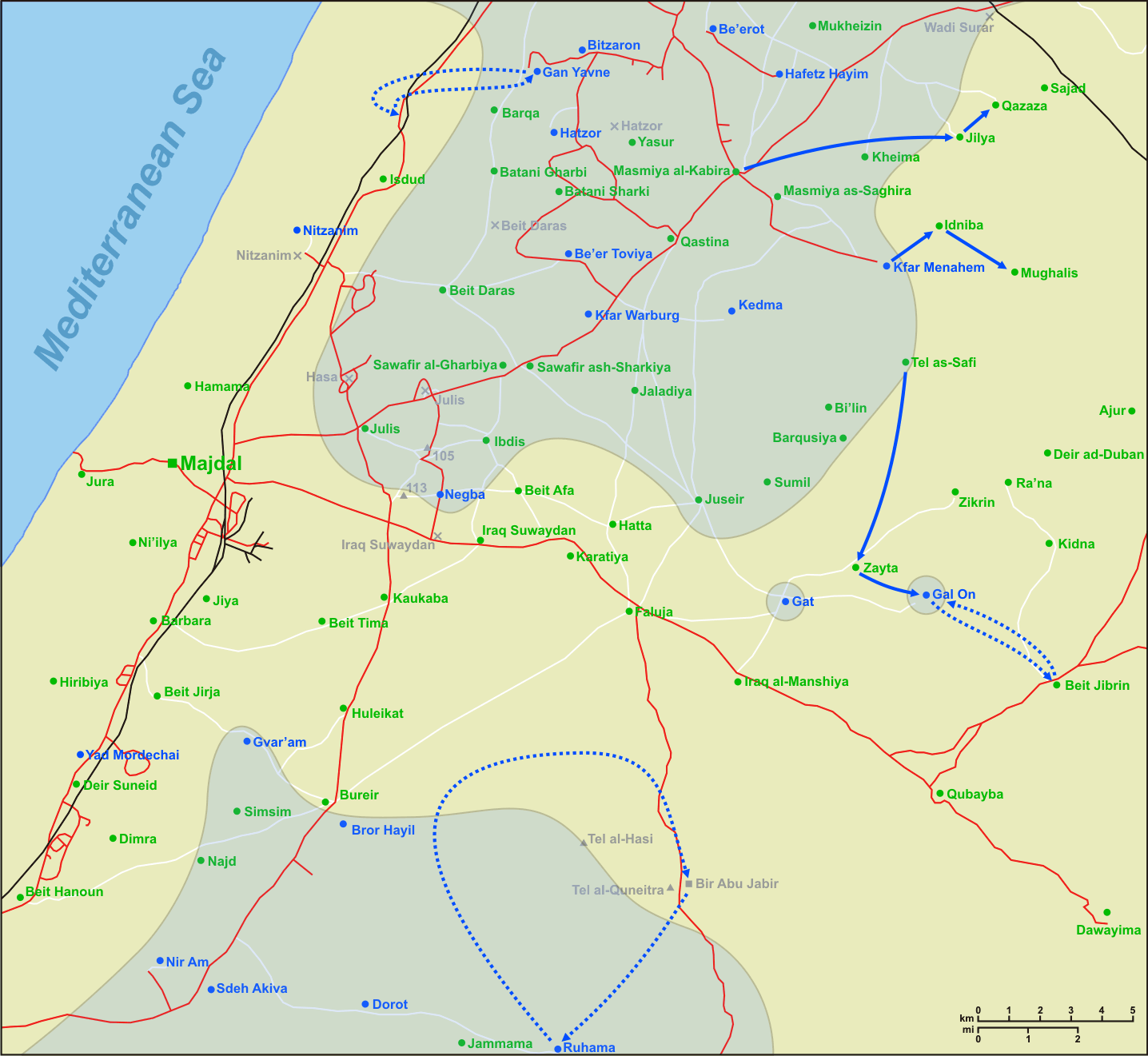
Frontlinien bei Chazor Aschdod (16./17. Juli 1948).

Der Kibbuz – verstanden als Gruppe – wurde 1936 unter dem Dach der Jugendbewegung HaSchomer HaZaʿir gegründet. Die Mitglieder siedelten ein Jahr lang in Mischmar haʿEmeq, dann zogen sie nach Rischon leTzion, wo sie zunächst weitere neun Jahre blieben. Die Beschränkungen in der jüdischen Ansiedlung im damaligen Palästina, die im britischen Weißbuch von 1939 niedergelegt waren, verhinderten es, Land zu finden, das sich für eine neue jüdische Siedlung geeignet hätte. In diesem Zeitraum schlossen sich bulgarische und nordamerikanische Jugendgruppen der HaSchomer HaZaʿir der schon bestehenden Gruppe an.
Im Jahre 1943 gründeten einige Mitglieder des Kibbuz die Siedlung Mizpe Gvulot (מִצְפֶּה גְּבוּלוֹת); diese Siedlung gehörte zusammen mit zwei ähnlichen Siedlungen – Mizpe Revivim (מִצְפֶּה רְבִיבִים) und Mizpe Beit Eschel (מִצְפֶּה בֵּית אֵשֶׁל) – zu den ersten jüdischen Siedlungen in der Wüste Negev. Da der abgelegene Ort aber für eine dauerhafte Siedlung mit 100 Mitgliedern und Dutzenden von Kindern als ungeeignet angesehen wurde, wurde die Suche nach einem geeigneten Ort fortgesetzt. Am 17. Juni 1946 ließen sich die Mitglieder des Kibbuz schließlich am heutigen Siedlungsort, in der Nachbarschaft von vier arabischen Dörfern und einem Luftstützpunkt der Briten, heute der israelische Militärflugplatz Chazor (בָּסִיס חֵיל-הַאֲוִויר חָצוֹר), nieder.
Im Unabhängigkeitskrieg vom Ende Mai bis Oktober 1948 befand sich die Frontlinie in der Nähe des Ortes. Die ägyptische Armee rückte bis zur Stadt Aschdod vor; auch Chazor Aschdod geriet unter Artilleriefeuer. Die Kinder sowie der Tierbestand wurden bis zum Rückzug der ägyptischen Armee evakuiert, die Zurückgebliebenen wohnten in Schützengräben. Die arabischen Dörfer in der Nachbarschaft wurden während des Krieges von den Bewohnern verlassen, die Bevölkerung flüchtete in den Gazastreifen. Nach dem Krieg wurde der Grund der arabischen Dörfer vom israelischen Staat konfisziert und an den Kibbuz verpachtet.
In den 1950er Jahren schloss sich eine Gruppe der HaSchomer HaZaʿir (השומר הצעיר) aus Frankreich dem Kibbuz an. Bis den 1970er Jahren erreichte die Mitgliederzahl des Kibbuz etwa 300, die Gesamtzahl der Bewohner lag bei etwa 600. Der Kibbuz hatte 2018 624 Einwohner.
Wie andere Kibbuzim, die von Mitgliedern des HaSchomer HaZaʿir gegründet worden waren, wurde Chazor Aschdod dem Kibbuzverband HaKibbuz Ha'Artzi (הקיבוץ הארצי der Landeskibbuz) angeschlossen.

## Umgebung
In unmittelbarer Nachbarschaft von Chazor Aschdod befindet sich der israelische Militärflugplatz Chazor, auf dem aber seit 2021 keine Kampfjets mehr stationiert sind.